# Mletačke utvrde
Mletačke utvrde je zajednički naziv za fortifikacijske građevine koje je izgradila Republika Venecija od 15 do 17. stoljeća, a koje se rasprostiru na više od 1000 kilometara od Lombardije u Italiji do istočne obale Jadranskog mora. Kopnene fortifikacije koje su štitile Republiku Veneciju od europskih sila na sjeverozapadu poznate su kao Stato da Terra, dok su fortifikacije Stato da Màr štitile mletačke pomorske putove i luke od Jadranskog mora prema Levantu. Utvrde su bile nužne kao podrška teritorijalnom širenju i nadležnosti Serenissime (naziv za Mletačku republiku koji doslovno znači „najmirnija”). Uvođenje baruta dovelo je do značajne promjene u vojnim tehnikama i arhitekturi koje se prepoznaju u dizajnu tzv. alla moderna fortifikacija s bastionima koji su se proširile diljem Europe.
Ovaj izvanredan poduhvat Mletačke republike na velikom teritorijalnom području bio je moguć samo zahvaljujući dojmljivoj suradnji profesionalaca, koliko samih fortifikacijskih arhitekata, tako i uredbama, društvenim modelima i novoj vrsti uprave kojom se mletačka kultura spajala s drugim kulturama istočne obale Jadrana. O tomu svjedoče razni materijalni, ali i nematerijalni dokazi stoljetnog prisustva mletačke kulture.
God. 2017. 15 lokaliteta mletačkih utvrda u Italiji, Hrvatskoj i Crnoj Gori upisano je na UNESCO-ov popis mjesta svjetske baštine u Europi.

## Povijest
Zahvaljujući trgovini, ratovima, strateškim političkim savezima i prije svega velikoj vještini upravljanja, Mletačka republika je od 11. do 18. st. bila vodećom silom na Sredozemlju, te je odigrala presudnu geopolitičku ulogu u odnosima Zapada i Istoka. Tijekom prve polovice 15. stoljeća Venecija je upravljala velikim kopnenim i prekomorskim teritorijima tvoreći jednu od najvećih talijanskih država.
Porastom sukoba s rastućim europskim silama i Osmanskim carstvom, važna mjesta za kontrolu trgovine i pomorskih putova postala su ranjiva. Zbog toga započet je golemi projekt „nove umjetnosti utvrda” koja je obuhvaćala vojnu arhitekturu, ali i gradske građevine kojima su preoblikovani urbanistički planovi i postojeće građevine. Primjena novih metoda i tehnika izgradnje, poznati kao „moderni stil”, učinili su Veneciju dominantnom figurom tijekom teorijskih rasprava o renesansnoj arhitekturi mnogih autora kao što su Francesco di Giorgio Martini i Leonardo da Vinci i brojnim drugim pisanim dokumentima.

## Popis lokaliteta
| Slika | Zemlja    | Serijski ID Broj | Ime                               | Smještaj                   | Koordinate                                    | Veličina (ha) | Veličina oko zaštićenog područja (ha) | Odlike |
| ----- | --------- | ---------------- | --------------------------------- | -------------------------- | --------------------------------------------- | ------------- | ------------------------------------- | --- |
|       | Italija   | 1533-001         | Utvrđeni grad Bergamo             | Lombardija                 | 45°42′12″N 9°39′49″E / 45.70333°N 9.66361°E   | 119,61        | 446,07                                | Gornji grad Bergama (Città alta) je okružen mletačkim kiklopskim zidinama (Mura Veneziane) iz 16. st. dugima 6.200 m u čijem središtu se nalaze dvorac (Rocca) i citadela (Cittadella) obitelji Visconti iz 14. st. |
|       | Italija   | 1533-002         | Utvrđeni grad Peschiera del Garda | Veneto                     | 45°26′20″N 10°41′39″E / 45.43889°N 10.69417°E | 36,67         | 143,85                                | Utvrda (Fortezza) s pet kutova i bastionima izgrađena na otoku rijeke Mincio odigrala je važnu ulogu u svim vojnim pohodima u sjvernoj Italiji poslije 14. st. Završio ju je Michele Sanmicheli, a poslije je služila kao vojni zatvor sve do 2002. god. |
|       | Italija   | 1533-003         | Grad utvrda Palmanova             | Furlanija-Julijska krajina | 45°54′22″N 13°18′35″E / 45.90611°N 13.30972°E | 193,73        | 296,27                                | Venecija je osnovala Palmanovu 1593. godine kao spomenik pobjedi nad Osmanlijama u Bitci kod Lepanta 1571. god. Vincenzo Scamozzi je dizajnirao ovaj idealni renesansni gradić kao devetokraku utvrdu s jarkom ispod zidina promjera 7 km i troja velika utvrđana gradska vrata. Izgradnja je trajala 30 godina i naposljetku je imala 9 revelina, 9 bastiona, 9 luneta i 18 kavaljera. |
|       | Hrvatska  | 1533-004         | Zadarski obrambeni sustav         | Zadarska županija          | 44°6′42″N 15°13′49″E / 44.11167°N 15.23028°E  | 11,19         | 240,45                                | Venecija je najnovijim vojnom gradnjom odvojila povijesno središte Zadra od kopna 1472. god. Zidine su ojačane s tri bastiona na luci (Moro, sv. Roko i sv. Demetrije), jednim na ulazu u luku i jednim na mjestu stare citadele, te dva prema otvorenom moru (sv. Franjo i sv. Jure) koja su niža ali zato imaju porporele (kamene pregrade u moru). Na jugu su izgrađena dva uska bastiona s krunom (mezza luna), a tržnica je zaštićena Grimani bastionom ispod kojega su zidine otvorene vratima prema kopnu (Porta Terraferma), remek djelom Sanmichelija, koja su služila kao glavni ulaz u grad preko pokretnog mosta iznad jarka (fossa). Nasuprot vratima, na kopnu, Sforza Pallavicino je izgradio modernu utvrdu (Forte). |
|       | Hrvatska  | 1533-005         | Utvrda sv. Nikole u Šibeniku      | Šibensko-kninska županija  | 43°43′17″N 15°51′17″E / 43.72139°N 15.85472°E | 0,85          | 523,79                                | Gian Girolamo Sanmicheli je dizajnirao ovu utvrdu koja je od 1540. – 1547. izgrađena na istoimenom otoku kanala sv. Antuna kao obrambena barijera grada Šibenika s mora. |
|       | Crna Gora | 1533-006         | Utvrđeni grad Kotor               | Boka kotorska              | 42°25′25″N 18°46′19″E / 42.42361°N 18.77194°E | 16,32         | 99,19                                 | Od 1420. godine Venecija je dominirala Kotorom (Cattaro) kojega je dodatno utvrdila zbog čestih osmanskih opsada. Izgrađeni su zidine duljine 4,5 km s velikim Kampana tornjem i citadelom na mjestu ušća, obližnja Morska vrata (1555.), te Riječna sjeverna vrata s Bembo bastionom (1540.) i Gurdski bastion južnih vrata (1470.), Spiljarska vrata prema Cetinju i na vrhu 280 m visokog brda sv. Ive utvrda San Giovanni koja dominira istočnim zaljevom. |

## Poveznice
- Vaubanove utvrde, Francuska
- Kolonijalne utvrde i dvorci u Gani
- Kunta Kinte (otok), Gambija
- Gorée, Senegal

## Vanjske poveznice
- Galerija slika lokaliteta mletačkih utvrda na UNESCO-ovim stranicama
- Interaktivna karta mletačkih utvrda u južnom Balkanu (tal.)